# 21733 Шлоттманн
21733 Шлоттманн (21733 Schlottmann) — астероїд головного поясу, відкритий 9 вересня 1999 року.
Тіссеранів параметр щодо Юпітера — 3,580.